# Ian Johns
Ian Patrick Johns (* 25. November 1984 in Seattle, Washington) ist ein professioneller US-amerikanischer Pokerspieler. Er ist dreifacher Braceletgewinner der World Series of Poker.

## Pokerkarriere

### Werdegang
Seine erste Geldplatzierung bei einem Live-Turnier erzielte Johns im April 2006 im Hotel Bellagio am Las Vegas Strip. Mitte Juli 2006 war er erstmals bei der World Series of Poker (WSOP) im Rio All-Suite Hotel and Casino am Las Vegas Strip erfolgreich und gewann ein Turnier der Variante Limit Hold’em. Dafür erhielt er ein Bracelet sowie eine Siegprämie von knapp 300.000 US-Dollar. Im April 2007 belegte er beim Main Event der World Poker Tour im Bellagio den mit mehr als 90.000 US-Dollar dotierten 30. Platz. In den folgenden Jahren war der Amerikaner Stammgast bei der WSOP und erreichte außer im Jahr 2010 immer mindestens einmal die Geldränge. Bei der WSOP 2016 gewann er innerhalb von elf Tagen zwei Events, was ihm Preisgelder von mehr als 500.000 US-Dollar sowie zwei weitere Bracelets einbrachte. Anfang Juli 2017 wurde Johns bei der Poker Player’s Championship der WSOP 2017 Zehnter und erhielt rund 125.000 US-Dollar. Seitdem blieben größere Turniererfolge aus.
Insgesamt hat er sich mit Poker bei Live-Turnieren mehr als 1,5 Millionen US-Dollar erspielt.

### Braceletübersicht
Johns kam bei der WSOP 42-mal ins Geld und gewann drei Bracelets:
| Jahr | Buy-in (in $) | Turnier                    | Teilnehmer | Preisgeld (in $) |
| ---- | ------------- | -------------------------- | ---------- | ---------------- |
| 2006 | 03.000        | Limit Hold’em              | 341        | 291.755          |
| 2016 | 01.500        | H.O.R.S.E.                 | 778        | 212.604          |
| 2016 | 10.000        | Limit Hold’em Championship | 110        | 290.635          |